# Sony SLT-A99
Sony SLT-A99 (Sony α99) — цифровой зеркальный фотоаппарат компании «Sony», новая флагманская модель семейства SLT. Обладает матрицей размером 36 × 24 мм, соответствующей кадру плёночного формата 135. Первая модель системы SLT с полнокадровой матрицей. Фотоаппарат представлен 11 сентября 2012 года.
Фотоаппарат имеет байонет Sony A-mount и поддерживает все объективы с этим байонетом, как производства «Sony», так и выпускавшиеся ранее компанией «Minolta» (Minolta AF). Начиная с этой модели, в Sony отказались от башмака для вспышки, разработанного Minolta в 1988 году, в пользу стандартного с центральным синхроконтактом. Для совместимости со старыми моделями вспышек в комплекте идет переходник.
Модель Sony SLT-A99 получила награду  EISA 2013-2014 гг. 

## Отличия от DSLR-A900
Основные отличия сведены в таблицу:
| Характеристика                      | A900                                      | A99                        |
| ----------------------------------- | ----------------------------------------- | -------------------------- |
| Размер фотосенсора                  | 35,9 × 24,0 мм                            | 35,8 × 23,8 мм             |
| Разрешение фотосенсора              | 24,4 Мп                                   | 24,0 Мп                    |
| Диапазон чувствительности ISO       | 200-3200 (100-6400)                       | 100-25600 (50-102400)      |
| Скорость съемки                     | 5 кадров в секунду                        | 6 или 10 кадров в секунду  |
| Диагональ LCD-дисплея               | 3"                                        | 3"                         |
| Площадь покрытия видоискателя       | 100 % 0,74×                               | 100 % 0,71×                |
| Батарея                             | NP-FM500H                                 | NP-FM500H                  |
| Визирование (тип зеркала)           | через видоискатель (подвижное)            | Live view (полупрозрачное) |
| Съемка видео                        | нет                                       | да                         |
| Редактирование видео                | нет                                       | нет                        |
| Индивидуальная настройка объективов | до 5                                      | до 30                      |
| Компенсация экспозиции              | ±5 EV                                     | ±5 EV                      |
| Карты памяти                        | CompactFlash Type I / II Memory Stick Duo | SD (SDXC)                  |

## Особенности
- Полупрозрачное зеркало позволяет расположить автофокусировочные датчики как на самой матрице, так и на отдельной микросхеме.[2]
- Системе фокусировки можно задать глубину автофокусировки, в пределах которой может находиться фокусируемый объект, что позволяет автофокусу не сбиваться при возникновении объектов вне этой зоны (на переднем плане или в фоне).[2]

## Аксессуары
Для этого фотоаппарата разработаны аксессуары:
- VG-C99AM — вертикальная рукоятка для трёх батарей.
- HVL-F60M — фотовспышка с центральным синхроконтактом и ведущим числом 60.
- XLR-XLR K1M — переходник для подключения внешних микрофонов.
- RMT-DSLR2 — пульт дистанционного управления.
- ADP-MAA — переходник для фотовспышки системы Minolta.